# Styloceylonius lobatus
Styloceylonius lobatus är en mångfotingart som beskrevs av Karl Wilhelm Verhoeff 1936. Styloceylonius lobatus ingår i släktet Styloceylonius och familjen fingerdubbelfotingar. Inga underarter finns listade i Catalogue of Life.